# سطاره

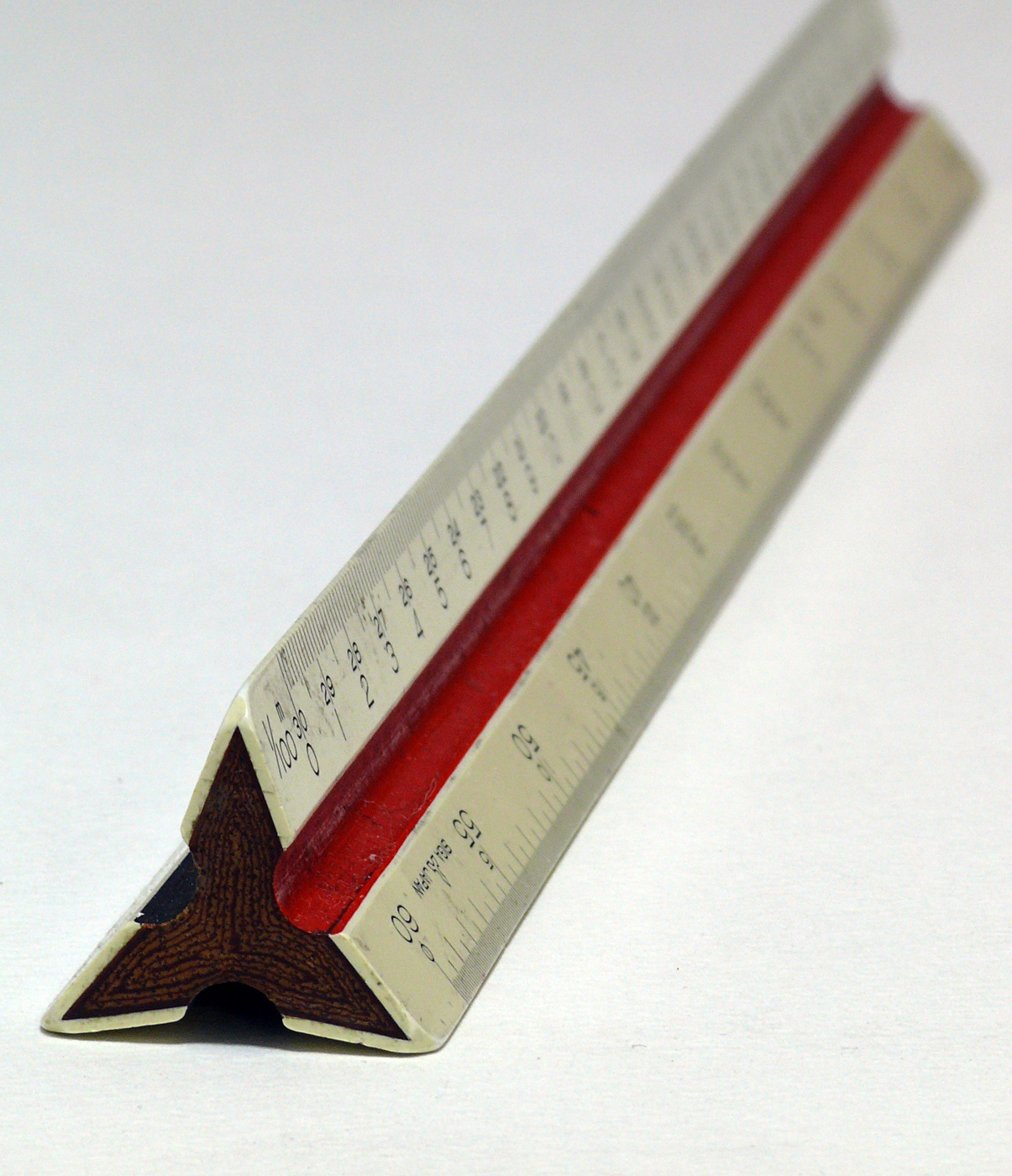
تصویری از یک اشل مثلثی معماری

سَطّاره یا سَطاره یا سَتّاره یا سَتاره در متن‌های ریاضی قدیمی‌تر فارسی و عربی به معنای خط‌کش نامدرج (ابزاری که تنها با آن می‌توان خط راست کشید نه اینکه اندازه‌گیری کرد) آمده‌است. در ریاضی منظور از آن وسیلهٔ ایده‌آلی است که فقط یک لبه نامحدود دارد و می‌توان با آن خط کشید یا خط موجودی را ادامه داد. در نقشه‌کشی مهندسی امروزه به آن اشل گویند.
منحصر کردن رسم شکل‌های هندسی با استفاده از سطاره و پرگار از محدودیت‌هایی بود که ریاضی‌دانان یونانی مطرح کردند. با این محدودیت هر نقطه را فقط با رسم دو خط متقاطع یا دو قوس متقاطع از دایره یا تقاطع خط با قوسی از دایره می‌توان پیدا کرد و اندازه‌گیری طول خط (مثلاً با خط‌کش مدرج) برای پیدا کردن نقطه انتهای آن مجاز نیست.